# Episodi di Casalingo Superpiù (seconda stagione)
La seconda stagione della serie televisiva Casalingo Superpiù è stata trasmessa in anteprima negli Stati Uniti d'America dalla ABC tra il 24 settembre 1985 e il 13 maggio 1986.
| nº | Titolo originale                       | Titolo italiano | Prima TV USA      | Prima TV Italia |
| -- | -------------------------------------- | --------------- | ----------------- | --------------- |
| 1  | It Happened One Summer (Part 1)        |                 | 24 settembre 1985 |                 |
| 2  | It Happened One Summer (Part 2)        |                 | 1º ottobre 1985   |                 |
| 3  | Ad Man Micelli                         |                 | 8 ottobre 1985    |                 |
| 4  | The Heiress                            |                 | 15 ottobre 1985   |                 |
| 5  | Tony the Matchmaker                    |                 | 29 ottobre 1985   |                 |
| 6  | Custody (Part 1)                       |                 | 5 novembre 1985   |                 |
| 7  | Custody (Part 2)                       |                 | 12 novembre 1985  |                 |
| 8  | Hunk of the Month                      |                 | 19 novembre 1985  |                 |
| 9  | Thanksgiving at Mrs. Rossini's         |                 | 26 novembre 1985  |                 |
| 10 | The Prodigal Father-in-Law             |                 | 3 dicembre 1985   |                 |
| 11 | The Graduate                           |                 | 10 dicembre 1985  |                 |
| 12 | Tony the Nanny                         |                 | 17 dicembre 1985  |                 |
| 13 | Junior Executive                       |                 | 7 gennaio 1986    |                 |
| 14 | Educating Tony                         |                 | 14 gennaio 1986   |                 |
| 15 | Gotta Dance                            |                 | 21 gennaio 1986   |                 |
| 16 | The Babysitter                         |                 | 28 gennaio 1986   |                 |
| 17 | Jonathan Plays Cupid                   |                 | 11 febbraio 1986  |                 |
| 18 | When Worlds Collide                    |                 | 18 febbraio 1986  |                 |
| 19 | Losers and Other Strangers             |                 | 25 febbraio 1986  |                 |
| 20 | Tony for President                     |                 | 4 marzo 1986      |                 |
| 21 | Not with My Client You Don't           |                 | 18 marzo 1986     |                 |
| 22 | Angela's New Best Friend               |                 | 25 marzo 1986     |                 |
| 23 | There's No Business Like Shoe Business |                 | 1º aprile 1986    |                 |
| 24 | The Unnatural                          |                 | 8 aprile 1986     |                 |
| 25 | The Anniversary Show                   |                 | 6 marzo 1986      |                 |
| 26 | Charmed Lives                          |                 | 13 marzo 1986     |                 |